# Pentti Airikkala

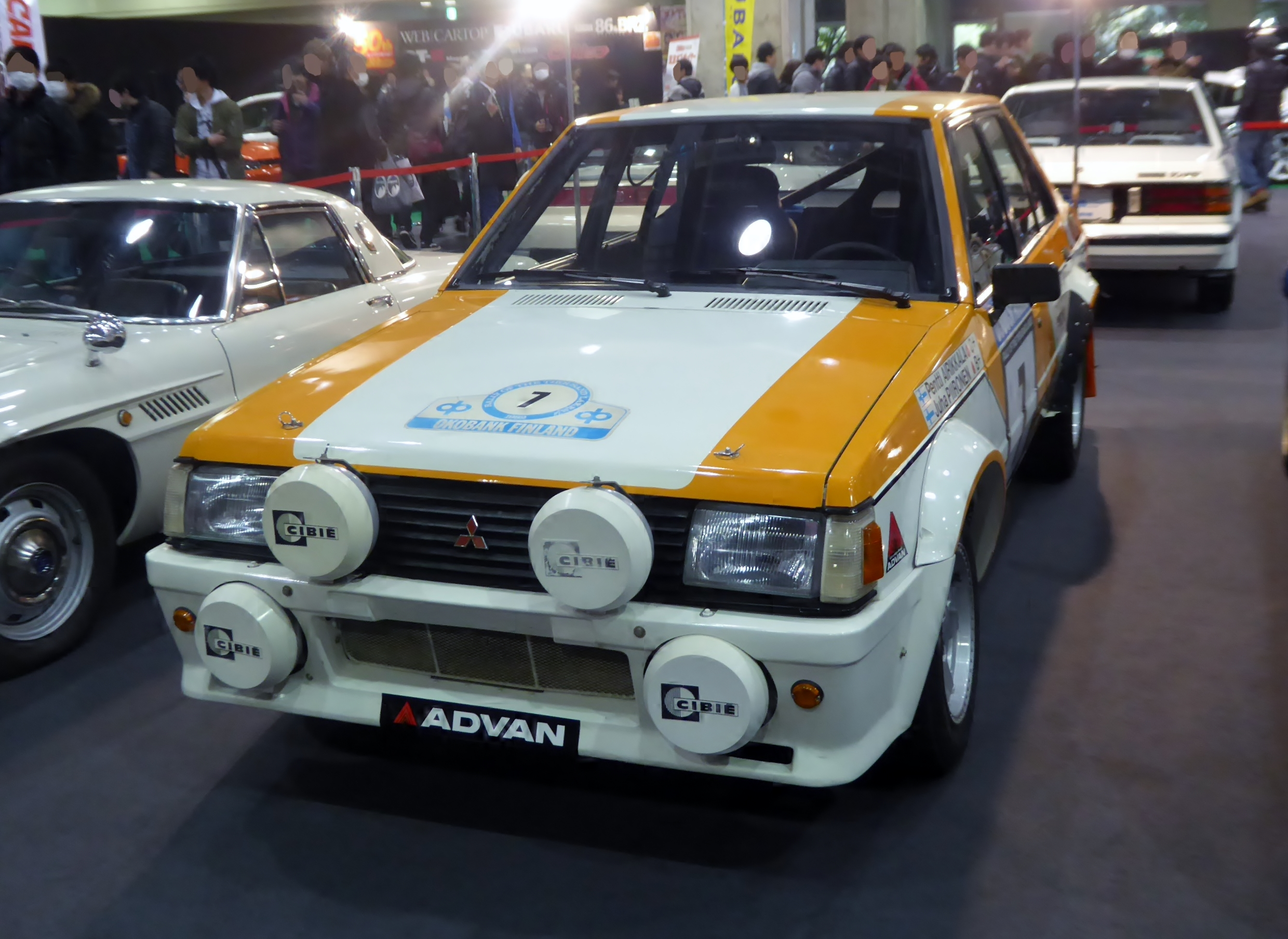
Airikkala Mitsubishi Lancer EX 2000 Turbo aus dem Jahr 1979

Pentti Airikkala (* 4. September 1945 in Helsinki; † 30. September 2009 in Bray, Berkshire, Großbritannien) war ein finnischer Rallyefahrer.

## Karriere
Airikkala bestritt 1965 seine erste Rallye und nahm zwischen 1973 und 1990 an insgesamt 36 Läufen zur Rallye-Weltmeisterschaft (WRC) teil. 2003 startete er im Rahmen eines Comebacks auf einem Mitsubishi Lancer Evo 6 bei der Rallye Großbritannien ein letztes Mal in der Rallye-WM. Die gleiche Rallye hatte er 1989 (damals noch als RAC-Rallye bekannt) mit einem Mitsubishi Galant VR-4 gewonnen, womit er den bedeutendsten Erfolg seiner Motorsport-Karriere markierte. Darüber hinaus sicherte sich Airikkala im Jahr 1974 auf diversen Gruppe-1-Autos die Finnische und 1979 mit einem Vauxhall Chevette 2300 HS die Britische Rallye-Meisterschaft.
Nach Beendigung seiner aktiven Laufbahn gründete der in England lebende Finne in der Grafschaft Oxfordshire eine Left Foot Braking (dt. Linksbremsen) genannte Schule für Rallye- und Rennfahrer, deren bekannteste Absolventen Colin McRae, Richard Burns, Mikko Hirvonen und Jari-Matti Latvala waren.
Airikkala starb 2009 im Alter von 64 Jahren an den Folgen eines Krebsleidens.